# Breguet 900
Dimensions
Le Breguet 900, familièrement surnommé Louisette est un planeur de faible envergure construit en France dans les années 1940. Il a battu quelques records français mais n'a pas eu de réussite au niveau international. Seulement six planeurs de série ont été construits.

## Conception et développement
Malgré sa longue expérience de la conception et de la production d'aéronefs, Breguet Aviation n'avait pas construit de planeur avant le 900. Après la Seconde Guerre mondiale, Breguet disposait de nombreux artisans spécialisés dans la construction en bois et l'aviation légère, et les planeurs offraient une perspective de marché. Georges Ricard conçut un monoplace monoplan cantilever à aile médiane qui, bien que destiné à la compétition, avait une petite envergure de 14,35 m.
Les ailes du Breguet 900 avaient des bords d'attaque et de fuite rectilignes, avec des petits saumons formant cloison en bouts d'ailes. Le dièdre était assez prononcé. Du bord d'attaque au longeron à simple caisson, l'aile est coffrée en contreplaqué, l'arrière étant entoilé. D'étroits ailerons occupent les moitiés extérieures du bord de fuite des ailes, et des volets Fowler de même corde l'intérieur. À partir du deuxième prototype, le Breguet 900 reçoit des aérofreins à peu près à mi-corde juste à l'intérieur des ailerons. Au début de type DFS, ils seront plus tard remplacés par des Schempp-Hirth.
Le fuselage de section ovale, presque circulaire derrière les ailes, du Breguet 900 était coffré en contreplaqué, la partie du poste de pilotage étant nettement plus haute. La dérive et le plan fixe de profondeur étaient également coffrés en contreplaqué et portaient des gouvernes entoilées. La corne de compensation aérodynamique de la gouverne de direction était large et se terminait entre les volets de profondeur. Certains planeurs de production avaient de plus grandes surfaces verticales que les premiers 900. Les volets de profondeur se repliaient vers le haut pour le transport. Les premiers modèles utilisaient des verrières à facettes en plusieurs pièces, plus tard remplacée par une verrière monobloc en Plexiglas. L'arrière de la verrière rejoint la partie haute du fuselage. Le Breguet 900 atterrissait sur une roue fixe complétée par un patin vers l'avant. Inhabituellement, il y a deux crochets de remorquage, un de chaque côté du fuselage, juste sous le bord d'attaque de l'aile.
Le premier prototype vola le 17 juin 1948, le second au mois de mars suivant,.

## En vol
Le prototype du Breguet 900 (immatriculé F-WFKC) testé au CEV y avait été trouvé très agréable à piloter en ascendances malgré une direction peu efficace. Il était jugé au même niveau de performance que l'Arsenal Air 100 à faible vitesse et supérieur pour les moyennes et grandes vitesses.

## Historique opérationnel
Peu de temps après son premier vol en mars 1949, le deuxième prototype, équipé avec des aérofreins DFS et des volets, piloté par Paul Lepanse, établit un nouveau record de distance de 470 km qui a plus tard été amélioré par Roger Biagi sur la deuxième version (900-2) avec une distance de 525 km. Le 900-4, piloté par Robert Delhoume, a établi un record de vitesse en triangle de 100 km.
Les 900 a participé sans succès à deux Championnats du monde de vol à voile : en 1950, le deuxième prototype a été détruit après une rupture d'aérofreins et en 1952 le 900-5, limité par sa petite envergure s'est placé 21e sur 39.
Un Breguet 900, le premier planeur de production, restait enregistré sur le registre français en 2010.

## Variantes
900
Deux prototypes. Le premier avait des aérofreins et pas de volets, le deuxième des aérofreins DFS et des volets.
900S
Six planeurs de production, tous légèrement différents : aérofreins Schempp-Hirth, verrière d'une seule pièce et une grande dérive selon le cas.